# کارل فریدریش گردلر
کارل فریدریش گردلر (آلمانی: Carl Friedrich Goerdeler؛ زاده ۳۱ ژوئیهٔ ۱۸۸۴ درگذشته ۲ فوریه ۱۹۴۵) یک سیاست‌مدار اهل آلمان بود. وی از اعضای شرکت در کودتای ۲۰ ژوئیه بود و قرار بود در صورت پیروزی صدراعظم شود. وی در دوم فوریه ۱۹۴۵ اعدام شد.